# Mikroretention

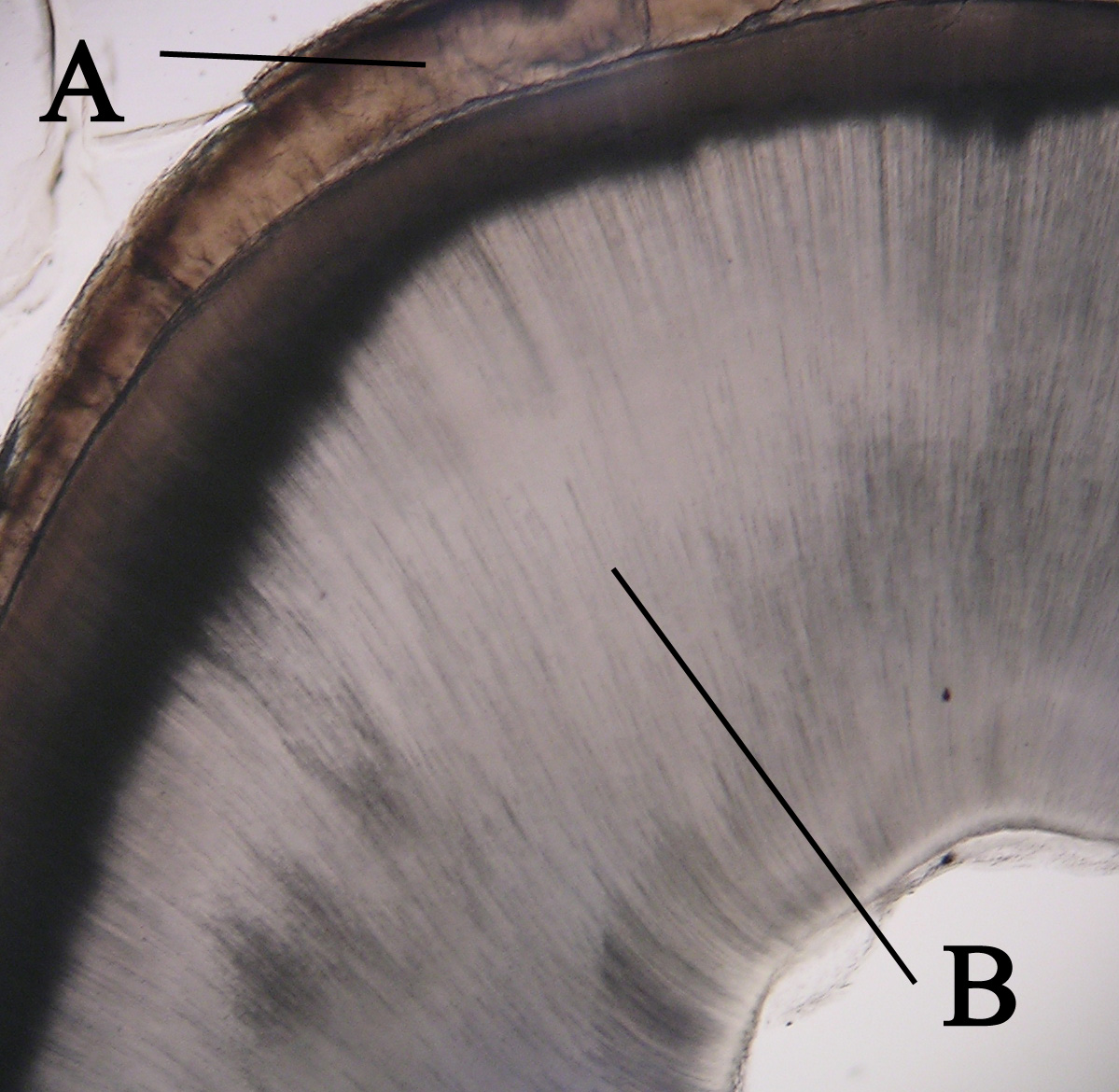
Histologischer Schnitt durch eine Zahnkrone
(A: Schmelz, B: Dentin)

Mittels Mikroretention (griech. μικρός mikrós ‚klein‘, lat. retinere ‚zurückhalten‘)  kann eine Haftung von Materialien zur Befestigung von Zahnrestaurationen (Kronen, Füllungen) am Zahnschmelz erzeugt werden. Die Haftung des Füllungsmaterials Komposit am Zahnschmelz kann durch den vorbereitenden Schritt einer Schmelzätzung erreicht werden. Das Verfahren selbst wird Säure-Ätz-Technik (SÄT) genannt. Durch die Mikroretention wird die Dichtigkeit einer Füllung erheblich erhöht. Sie führte erst zum vertretbaren Einsatz von Kunststoffen in der restaurativen Zahnmedizin. 

## Systematik
Die Mikroretention wird folgendermaßen erreicht:
- Konditionierung mit Phosphorsäure: Ein 30–60 Sekunden dauerndes Ätzen des Zahnschmelzes mit 30–40%iger Phosphorsäure schafft eine ideale Oberflächenmorphologie, die durch die unterschiedliche Säurelöslichkeit der Schmelzprismen im Zentrum und in der Peripherie des Zahnes entsteht. Durch den Ätzvorgang werden ca. 10 μm der Schmelzoberfläche irreversibel abgetragen und darunter eine Rautiefe von bis zu 50 μm erzeugt, das so genannte Ätzmuster, das sich durch eine hohe Oberflächenenergie auszeichnet und dadurch die Benetzbarkeit des Schmelzes erhöht.
- Benetzung[2]: Weil das aufzutragende Kompositmaterial, bedingt durch den hohen Fülleranteil, sehr viskös ist, ist es notwendig, die durch die Säure aufgeraute Oberfläche vorher mit einem dünnflüssigen, ungefüllten bzw. niedrig gefüllten Monomergemisch zu bestreichen. Diese Monomere gelangen leichter in das Ätzmuster, „verkeilen“ sich dort[3] durch die nachfolgende Polymerisation und ermöglichen dadurch eine innigen Verzahnung von Polymerisat und Zahnschmelz.
- Schmelzverbund: Der eigentliche Schmelzverbund (Polymerisation) wird über funktionelle Adhäsive bewerkstelligt, beispielsweise mit Monomeren auf Basis von Bisphenolglycidylmethacrylat (BisGMA), evtl. verdünnt mit Triethylenglycoldimethacrylat (TEGDMA). Die Haftung wird über so genannte Tags (Kunststoffzapfen) und interkristalline Retention aufgebaut.[4]
- Sauerstoffinhibitionsschicht: Durch die Diffusion von Sauerstoffmolekülen reagieren in der obersten Schicht dieser Schmelzadhäsive Radikale, die für die Polymerisation der Schmelzadhäsive benötigt würden, mit den Sauerstoffatomen. Dadurch wird die oberste Schicht nur unvollständig ausgehärtet und es bleibt an der Oberfläche der Schmelzadhäsive eine sog. Sauerstoffinhibitionsschicht zurück. Diese Schicht ermöglicht den Füllungskompositen, eine chemische Verbindung zum Schmelzadhäsiv herzustellen, da beim Aushärten der Komposite Radikale in die Sauerstoffinhibitionsschicht der Schmelzadhäsive diffundieren und auch hier zu einer Polymerisation der verbliebenen Monomere führen.[5]

Verfahrensbedingt gehören Trockenlegung, Spülung und Trocknung zu den notwendigen Arbeitsschritten, bevor die eigentliche Kompositfüllung gelegt werden kann. Die Polymerisation erfolgt durch Lichthärtung mittels einer Polymerisationslampe. Gegebenenfalls ist ergänzend eine dentinadhäsive Befestigung durchzuführen.